# Er rechts – sie links
Er rechts – sie links ist ein deutsches Stummfilm-Verwechslungslustspiel aus dem Jahre 1914, ein Frühwerk von Robert Wiene. Die Geschichte basiert auf dem Stück Getrennte Schlafzimmer von Adolf Glinger und Otto Taussig, die auch das Drehbuch verfassten.

## Handlung
Die Geschichte dreht sich um zwei Paare und ihrem angedachten Bäumchen-wechsle-Dich-Spiel. Ein junger Deutscher hat den Großteil seines Lebens in Amerika verbracht. Jetzt zieht es ihn wieder nach Haus. Dort will er nach langer Zeit seinen Vater wieder sehen und dessen neue Gattin kennenlernen. Da sich der Vater und dessen Frau vor der Rückkehr des Sohnes noch einmal so richtig amüsieren wollen, wird ein weiteres Paar eingeladen – mit entsprechenden, bisweilen leicht pikanten Folgen. Es entstehen mehrere lustige Verwechslungen und Abenteuer, die sich am Ende jedoch alle klären lassen.

## Produktionsleitung
Er rechts – sie links entstand im Frühling 1914, passierte die Filmzensur im Juni desselben Jahres und wurde wenig später uraufgeführt. Die Länge des mit Jugendverbot belegten Dreiakters betrug 922 Meter, in Österreich-Ungarn, wo der Film am 5. Februar 1915 anlief, war der Streifen rund 1100 Meter lang.
Die beiden Drehbuchautoren Glinger und Taussig galten als Hausdichter des Budapester Orpheums.

## Kritiken
Das Neue Wiener Journal fand, der Streifen sei „vom Anfang bis zum Ende von außerordentlicher Lustigkeit“.
Der Egerer Anzeiger verortete hier „ein außerordentlich gutes, prickelndes und fein pikantes Lustspiel“ und resümierte: „Eine trollige Verwechslungsszene und urkomische Situation folgt der anderen, sodaß man aus dem Lachen gar nicht herauskommt.“.
Für die Murtaler Zeitung war das Lustspiel „gespickt mit humoristischen Einfällen.“.
Auch die Klagenfurter Freien Stimmen überschlugen sich. Hier hieß es: „„Er rechts – sie links“ ist ein Lustspiel von hinreißender Wirkung; heitere Verwechslungen überstürzen sich förmlich“.